# Electrophone

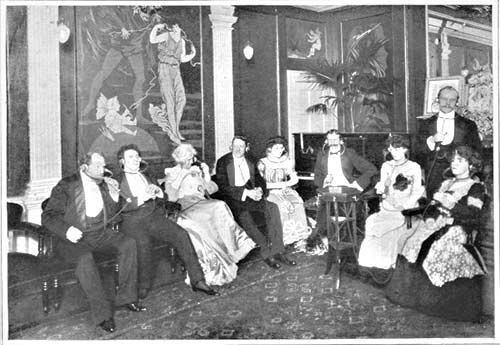
Salão da Electrophone Company, situado na sede da empresa Pelican House em Gerrard Street em Londres (1903)

O Electrophone foi um sistema de distribuição de áudio que funcionou no Reino Unido, principalmente em Londres, entre 1895 e 1925. Utilizando-se das linhas telefônicas convencionais, retransmitia apresentações teatrais e musicais ao vivo, além de serviços religiosos dominicais à audiência, que se utilizava de fones de ouvido especiais. O sistema acabou quando da ascensão da radiodifusão no início da década de 1920.

## História
O Electrophone foi precedido por um sistema similar, denominado Théâtrophone, em Paris, França, cujas operações foram iniciadas em 1890. Em 1894, H. S. J. Booth formou a Electrophone Company, Ltd. com capital inicial de £ 20.000 e o serviço começou suas operações em Londres no ano seguinte, com Booth atuando como diretor-geral. Inicialmente, a companhia operou sob licença da National Telephone Company.

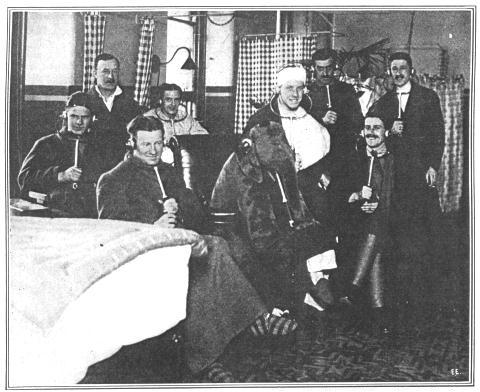
Soldados britânicos hospitalizados, acompanhados por sua mascote, um elefante de brinquedo (centro), utilizando-se do serviço Electrophone em 1917 no Hospital de Londres (atual Hospital Real de Londres)..

Para captar o conteúdo a ser difundido, vários microfones de carbono foram colocados nas luzes da ribalta dos teatros. Nas igrejas, os microfones eram disfarçados para se assemelharem a bíblias. Os assinantes residenciais recebiam fones de ouvido que eram conectados às linhas telefônicas convencionais. A cobrança anual era de £5, o que restringia a acessibilidade do serviço aos ricos. A rainha Vitória do Reino Unido estava entre os assinantes. Em 1897 foram instalados telefones públicos em hotéis, que permitiam o acesso a alguns minutos de música por 6 pence. Algumas linhas foram instaladas, gratuitamente, para uso de pacientes convalescentes em hospitais.
Uma mesa telefônica manual, localizada na sede do serviço Electrophone em Londres, possuía ligações com os estabelecimentos que forneciam entretenimento e as igrejas que realizavam  os serviços religiosos retransmitidos. Os assinantes ligavam para os operadores do Electrophone para terem suas linhas conectadas ao serviço desejado. Assinantes com duas linhas podiam usar a segunda linha para requisitar a mudança do tipo de programação ao longo da noite. Um anúncio de 1906 declarava que os assinantes podiam escolher entre 14 teatros — Aldwych, Alhambra, Apollo, Daly's, Drury Lane, Empire, Gaiety, Lyric, Palace, Pavilion, Prince of Wales's, Savoy, Shaftesbury e Tivoli — além de concertos no Queen's Hall e no Royal Albert Hall, e aos domingos, estavam disponíveis as transmissões dos serviços de 15 igrejas.
Em 1912, as operações telefônicas foram transferidas para o controle do General Post Office. O sistema Electrophone pagava ao responsável geral uma taxa anual de £25 mais u royalty de meia-coroa (equivalente a 1/8 da libra esterlina pré-decimalização) por assinante. Em 1920, o serviço recebeu £11868 dos assinantes, com custos operacionais de £5866, já inclusos os royalties de £496. Os teatros recebiam 10 xelins  (equivalentes a 1/2 libra) anuais por assinante conectado.
Ainda que tenha durado razoavelmente, o Electrophone jamais foi além de uma audiência limitada. Em 1896 havia apenas 50 assinantes, que chegaram a 1.000 por volta de 1919 e a pouco mais de 2.000 no pico em 1923. No entanto, a competição com a radiodifusão causou um rápido declínio, caindo a 1.000 em novembro de 1924. No início de 1923, um diretor do sistema Electrophone foi citado: "levará muito tempo até que a radiodifusão por meios sem fio atinja o grau de perfeição já alcançado pelo Electrophone." No entanto, tal previsão mostrou-se exageradamente otimista, e, em 30 de junho de 1925 o Electrophone de Londres encerrou suas operações.  A menção ao termo "sem fio" se faz necessária para contrapor a radiodifusão ao sistema de transmissão pelos fios telefônicos empregado pelo Electrophone.
Um segundo sistema, muito menor, foi estabelecido em Bournemouth em 1903, mas o número máximo de assinantes chegou a apenas 62 em 1924. Esse sistema foi descontinuado em 1938, após ser verificado que no ano anterior havia apenas dois assinantes.